# Казимир Загурський
Казимир Загурський (пол. Kazimierz Zagórski; 1883–1944) — польський фотограф і мандрівник.

## Біографія
Народився в Житомирі, але виріс в Азербайджані. Належив до шляхетського роду Остоя. Був полковником імператорської авіації. Після закінчення Першої світової війни він із сім'єю переїхав до Польщі. У 1924 році він покинув Польщу і оселився в Леопольдвілі (сьогоднішня Кіншаса) в Бельгійському Конго (сьогоднішня Демократична Республіка Конго), де заснував фотостудію.
Подорожуючи в 1928–1937 роках по Центральній Африці, він зробив багато фотографій корінних жителів. Дві серії фотографій він назвав «Вмираюча Африка» . Фотографії містять інформацію про костюми та звичаї племен, що знаходились на межі зникнення. Загорський хотів відображити Африку такою, якою вона була до приходу сюди європейців.
Помер у Леопольдвілі у 1941 році.

## Галерея

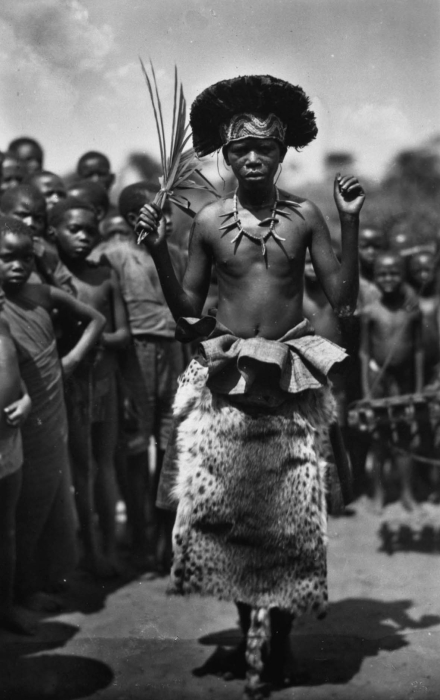
Танцівник бакампуту, [1928-1938]
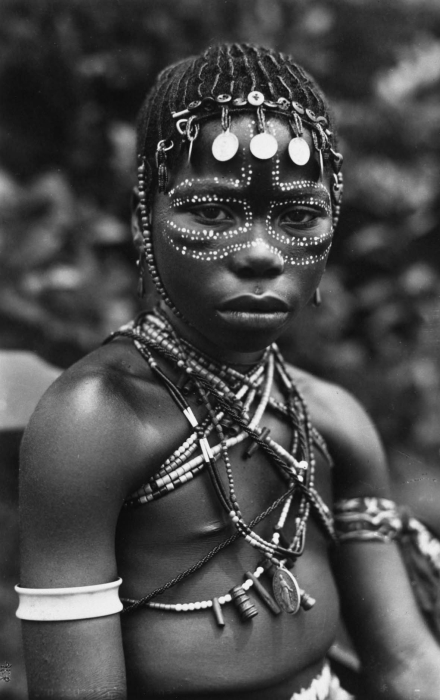
Танцівниця якома
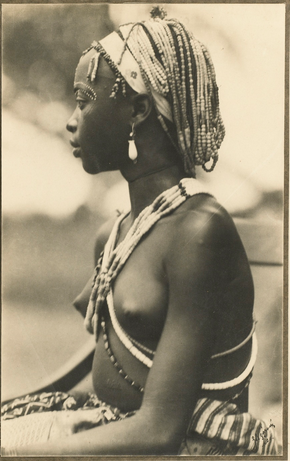
Дівчина якома
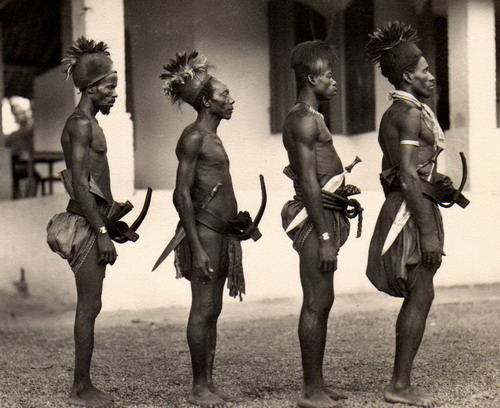
Воїни боа
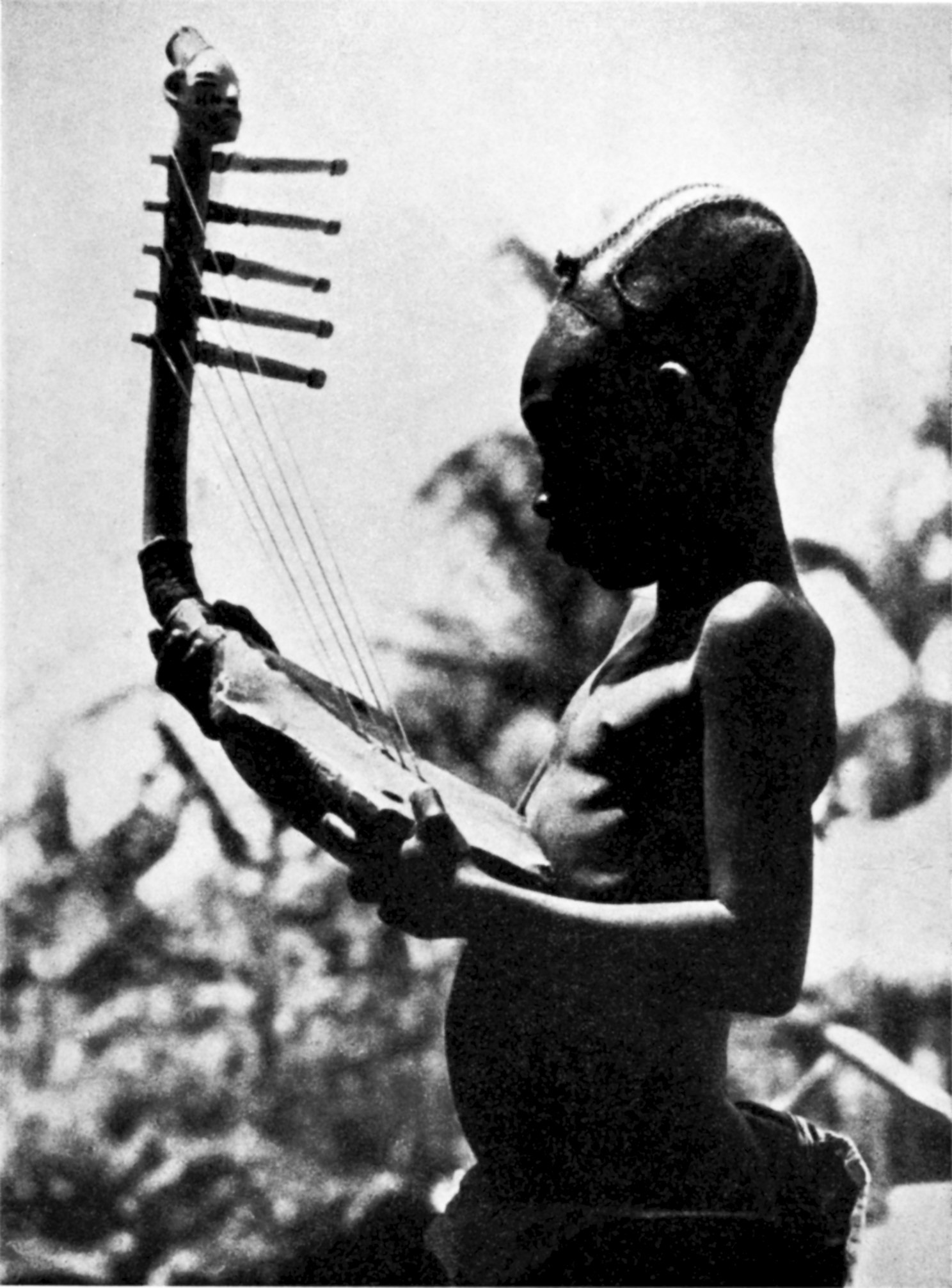
Хлопчик магпету грає на арфі
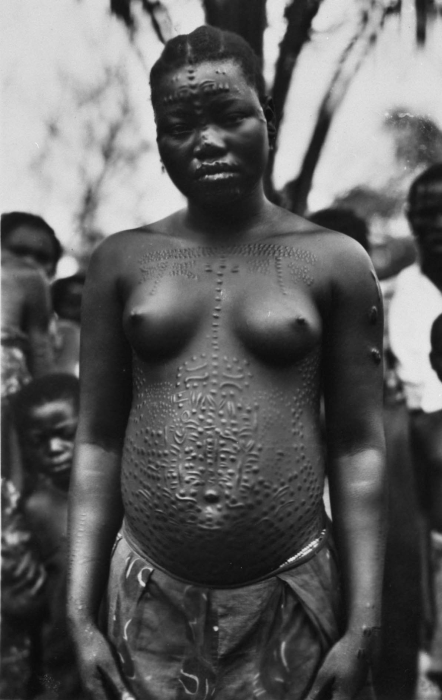
Молода жінка зі скарифікаціями на обличчі та верхній частині тіла
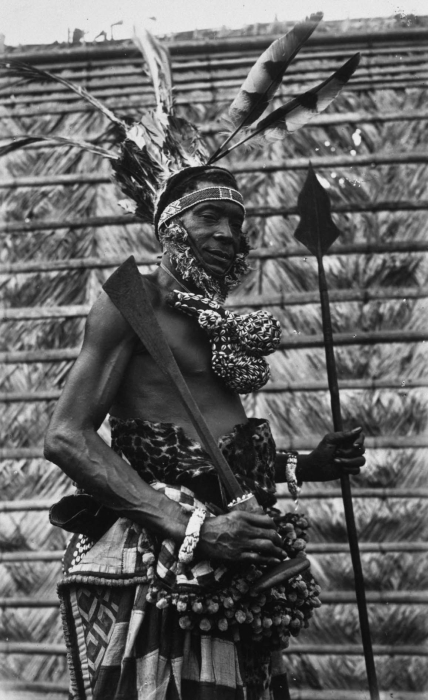
Вождь бакуба
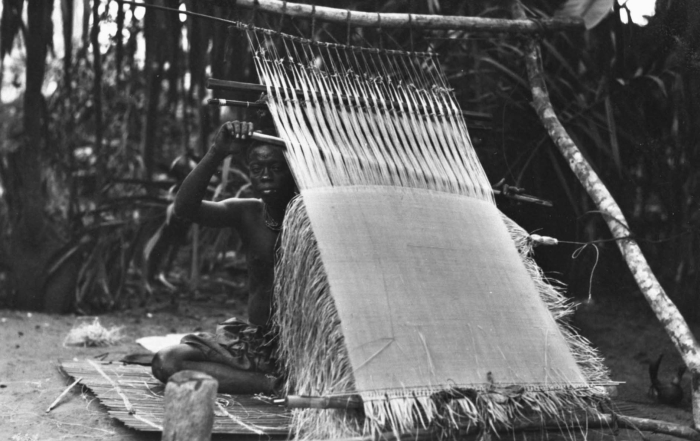
переробка рафії, бакуба
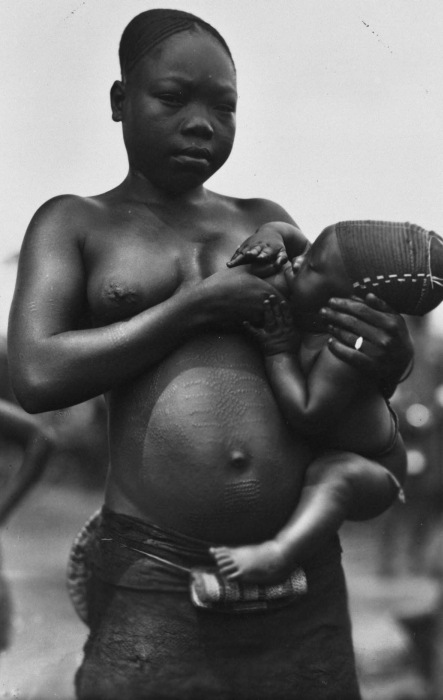
Жінка з дитиною з народу магпету